# 乔治·格什温
乔治·格什温（英語：George Gershwin，1898年9月26日—1937年7月11日），為美国作曲家、钢琴家。出生于纽约布鲁克林的一个俄国犹太移民家庭，原名雅各布·布魯斯金·格肖维茨（Jacob Bruskin Gershowitz）。
格什温最大的贡献是把古典音乐的风格与爵士乐和藍調的风格相结合。他写过大量的流行歌曲和数十部歌舞表演、音乐剧，成为百老汇和好莱坞唯一的超越了传统音乐风格中的幻想性质而创造出天才作品的作曲家。他也是一位民族作曲家，他创立了美国所独具的音乐风格，成为美国民族音乐的奠基人。

## 生平

### 早年
格什温生於一個移民自俄羅斯和立陶宛的猶太人家庭，其祖父曾經為俄羅斯帝國陸軍當機械師達25年，以猶太人身份在俄羅斯享有出入境及居住的自由。其父是一個女裝鞋的鞋匠，與皮草商人的女兒雙戀。皮草商人後來因為逃避反猶太人情緒，決定離開俄羅斯，舉家移民美國。這位皮草商人的女兒到達美國後即改名羅斯（Rose）。格什温的父親亦因為逃避兵役，不久之後都遷往紐約，並改名莫里斯（Morris）。二人1895年結婚，翌年生了大兒子艾拉（Ira），喬治·格什温在1898年出世，之後還生了一子一女（亚瑟和弗朗西丝）。
格什温的成長與當時一般的男童無異，課餘在社區與鄰居的小孩玩耍、在街上玩滾軸溜冰、不時頑皮的惡作劇，在10歲前對音樂都不感興趣，直到聽見好友練習小提琴，他隨即被琴聲所吸引。他父母之前買了個鋼琴放在家中，供艾拉練習，這琴之後反而被格什温霸佔。啟蒙老師查爾斯·漢比策（Charles Hambitzer）對格什溫的潛力極為肯定，甚至免費為他上課。「這孩子是個天才。」漢比策道。

### 猝逝
1937年開始，格什温就有無原因的頭痛，且持續「嗅到」燃燒的塑膠氣味（類似的情形已有近三年之久）。2月11日，與旧金山交响乐团、皮埃尔·蒙特合作他自己的F大調鋼琴協奏曲，素來有高水準演奏的格什温，卻在演出中遭遇協調問題，甚至在台上昏厥。彼時，萊奧諾拉·格什溫已經察覺丈夫莫名難測的情緒與舉止轉變，並開始尋求醫療協助。7月9日，格什溫在住處寫作時倒下，之後轉往洛杉磯的地區醫院。直到這時，他方始確診為腦瘤，此時他已陷入昏迷，情況危急。外科醫師華爾特·丹迪被推薦操刀格什溫的緊急手術，彼時丹迪正與馬里蘭州州長哈利·尼斯在外海船釣，經過白宮的介入，派出了海岸巡防隊，護送丹迪快速前往洛杉磯。在丹迪抵達之前，醫師在7月11日早晨移除了大部分的腦腫瘤（據信是凶險的膠質瘤），格什温在手術後去世，终年38岁。據指出，7月9日的病發是出於腦疝所引發的腦幹出血。
9月8日，一場紀念格什溫的音樂會在好萊塢露天劇場舉行，演出由奥托·克伦佩勒指揮，他並演出了自己配器的格什溫第2號前奏曲。

## 作品節選
- 蓝色狂想曲（Rhapsody in Blue）
- I Got Rhythm
- 波吉和贝丝（Porgy and Bess）
- 一个美国人在巴黎（An American in Paris）
- 三首前奏曲

## 延伸閱讀
- Crawford, Richard. . W. W. Norton & Co. 2019.

## 參看
- 古典音乐作曲家列表